# Pompeia (filla de Gneu Pompeu)
Pompeia (en llatí Pompeia o Pompaea) (80/75 aC - abans del 35 aC) era una dama romana, filla de Gneu Pompeu Magne i de la seva tercera dona Múcia. Quan el seu pare es va casar el 59 aC amb Júlia, la filla de Juli Cèsar, Pompeia va ser promesa a Servili Cepió (que abans havia estat promès amb Júlia), però finalment no s'hi va casar i ho va fer amb Faust Sul·la, fill del dictador, al que inicialment ja havia estat promesa.
El seu marit va morir a la guerra a Àfrica l'any 46 aC i Pompeia i el seu fill van caure en mans de Juli Cèsar, que les va protegir. Després es va casar amb Luci Corneli Cinna, i el fill d'aquest matrimoni, Gneu Corneli Cinna Magne va conspirar més tard contra August. Va morir abans del 35 aC.